# غيكس فون ون
غيكس فون ون (بالإنجليزية: GeeksPhone One)‏ هو هاتف ذكي يعمل بنظام أندرويد.

## الخصائص
- نظام التشغيل: أندرويد
- الكاميرا الأمامية: 3.1 ميجابكسل
- المعالج: 528 ميجا هرتز
- الذاكرة: 256 ميجابايت